# طواف العالم للدراجات للسيدات 2023
طواف العالم للدراجات للسيدات 2023 (بالإنجليزية: 2023 UCI Women's World Tour)‏ هو الموسم 8 من طواف العالم للدراجات للسيدات.

## الفرق
| فرق سيدات عالمية (15)- كانيون–إس آر إيه إم ريسينغ 2023 ‏ - EF Education–Tibco–SVB ‏ - FDJ–Suez ‏ - بلانتور بورا سيلينج تيم ‏ - رالي سايكلنج 2023 ‏ - فريق كوجياس ميتلر لوك برو للدراجات ‏ - ليف ريسينغ ‏ - موفيستار للسيدات ‏ - فريق سنويب للسيدات ‏ - Liv AlUla Jayco ‏ - جامبو فيسما للسيدات ‏ - إس دي وركس 2023 ‏ - Lidl–Trek (women's team) ‏ - يو أي أيه تيم 2023 ‏ - فريق أونو إكس برو للدراجات للسيدات 2023 ‏ |  |
| |  |

## السباقات
| طواف العالم للدراجات للسيدات | طواف العالم للدراجات للسيدات | طواف العالم للدراجات للسيدات                           | طواف العالم للدراجات للسيدات | طواف العالم للدراجات للسيدات | طواف العالم للدراجات للسيدات | طواف العالم للدراجات للسيدات | طواف العالم للدراجات للسيدات |
| التاريخ                      | #                            | السباق                                                 | الفائز                       | الثاني                       | الثالث                       |                              |                              |
| ---------------------------- | ---------------------------- | ------------------------------------------------------ | ---------------------------- | ---------------------------- | ---------------------------- | ---------------------------- | ---------------------------- |
| 15 – 17 يناير 2023           | 1                            | طواف سانتوس للسيدات                                    | غريس براون                   | أماندا سبرات                 | جورجيا وليامز                | غريس براون                   |                              |
| 28 يناير                     | 2                            | 2023 Cadel Evans Great Ocean Road Race (women's race) ‏ | Loes Adegeest ‏               | أماندا سبرات                 | Nina Buijsman ‏               | أماندا سبرات                 |                              |
| 09 – 12 فبراير 2023          | 3                            | طواف الإمارات للسيدات                                  | إليسا ونغو بورغيني           | Gaia Realini ‏                | Silvia Persico ‏              | أماندا سبرات                 |                              |
| 25 فبراير                    | 4                            | سباق أوملوب هيت نيوسبلاد للسيدات                       | لوت كوبيكي                   | لورينا ويبيس                 | مارتا باستيانيلي             | أماندا سبرات                 |                              |
| 4 مارس                       | 5                            | ستراد بينك للسيدات                                     | ديمي فوليرينغ                | لوت كوبيكي                   | سيسيلي أوتوب لودفيغ          | أماندا سبرات                 |                              |
| 11 مارس                      | 6                            | روند فان درينثي كأس العالم ‏                            | لورينا ويبيس                 | سوزان أندرسن                 | Maike van der Duin ‏          | لورينا ويبيس                 |                              |
| 19 مارس                      | 7                            | تروفيو ألفريدو بيندا كومون دي سيتيجليو                 | شيرين فان أنروي              | إليسا بالسامو                | Vittoria Guazzini ‏           | لورينا ويبيس                 |                              |
| 23 مارس                      | 8                            | ثلاثة أيام من دي بان للسيدات                           | فايفر جورجي                  | إليسا بالسامو                | لورينا ويبيس                 | لورينا ويبيس                 |                              |
| 26 مارس                      | 9                            | غنت-وفلجم للسيدات                                      | مارلين رويسر                 | Megan Jastrab ‏               | Maike van der Duin ‏          | لورينا ويبيس                 |                              |
| 2 أبريل                      | 10                           | طواف فلاندرز للسيدات                                   | لوت كوبيكي                   | ديمي فوليرينغ                | إليسا ونغو بورغيني           | لورينا ويبيس                 |                              |
| 8 أبريل                      | 11                           | باريس روبيه للسيدات                                    | أليسون جاكسون                | Katia Ragusa ‏                | Marthe Truyen ‏               | لوت كوبيكي                   |                              |
| 16 أبريل                     | 12                           | سباق أمستل الذهبي للسيدات                              | ديمي فوليرينغ                | لوت كوبيكي                   | شيرين فان أنروي              | لوت كوبيكي                   |                              |
| 19 أبريل                     | 13                           | فليش والون للسيدات                                     | ديمي فوليرينغ                | ليان ليبرت                   | Gaia Realini ‏                | ديمي فوليرينغ                |                              |
| 23 أبريل                     | 14                           | لييج-باستون-لييج للسيدات                               | ديمي فوليرينغ                | إليسا ونغو بورغيني           | مارلين رويسر                 | ديمي فوليرينغ                |                              |
| 01 – 07 مايو 2023            | 15                           | سباق سيراتزيت تشالنج                                   | أنيميك فان فليوتن            | ديمي فوليرينغ                | Gaia Realini ‏                | ديمي فوليرينغ                |                              |
| 12 – 14 مايو 2023            | 16                           | دونوستيا سان سيباستيان كلاسيكوا للسيدات 2023 ‏          | مارلين رويسر                 | ديمي فوليرينغ                | Katarzyna Niewiadoma         | ديمي فوليرينغ                |                              |
| 18 – 21 مايو 2023            | 17                           | فويلتا بورجوس للسيدات                                  | ديمي فوليرينغ                | شيرين فان أنروي              | آشلي مولمان                  | ديمي فوليرينغ                |                              |
| 26 – 28 مايو 2023            | 18                           | رايد لندن الكلاسيكي                                    | Charlotte Kool ‏              | كلو ديجيرت                   | Lizzie Deignan               | ديمي فوليرينغ                |                              |
| 06 – 11 يونيو 2023           | 19                           | طواف السيدات‏                                           | تم إلغاء السباق ‏             |                              |                              |                              |                              |
| 17 – 20 يونيو 2023           | 20                           | تور دي سويس للسيدات                                    | مارلين رويسر                 | ديمي فوليرينغ                | إليسا ونغو بورغيني           | ديمي فوليرينغ                |                              |
| 30 يونيو – 09 يوليو 2023     | 21                           | طواف إيطاليا للسيدات                                   | أنيميك فان فليوتن            | جولييت لابوس                 | Gaia Realini ‏                | ديمي فوليرينغ                |                              |
| 23 – 30 يوليو 2023           | 22                           | طواف فرنسا للسيدات                                     | ديمي فوليرينغ                | لوت كوبيكي                   | Katarzyna Niewiadoma         | ديمي فوليرينغ                |                              |
| 19 أغسطس                     | 23                           | أوبن دي سويد فارجاردا - سباق الزمن للفرق‏               | تم إلغاء السباق ‏             |                              |                              |                              |                              |
| 20 أغسطس                     | 24                           | أوبن دي سويد فارجاردا - سباق الطريق                    | تم إلغاء السباق ‏             |                              |                              |                              |                              |
| 23 – 27 أغسطس 2023           | 25                           | طواف سكاندينافيا 2023 ‏                                 | أنيميك فان فليوتن            | سيسيلي أوتوب لودفيغ          | Amber Kraak ‏                 | ديمي فوليرينغ                |                              |
| 2 سبتمبر                     | 26                           | جي بي دي بلواي                                         | Mischa Bredewold ‏            | Marta Lach ‏                  | صوفيا بيرتيزولو              | ديمي فوليرينغ                |                              |
| 05 – 10 سبتمبر 2023          | 27                           | هولاند ليديز تور                                       | لوت كوبيكي                   | لورينا ويبيس                 | آنا هندرسون                  | ديمي فوليرينغ                |                              |
| 15 – 17 سبتمبر 2023          | 28                           | 2023 Tour de Romandie Féminin ‏                         | ديمي فوليرينغ                | Katarzyna Niewiadoma         | مارلين رويسر                 | ديمي فوليرينغ                |                              |
| 12 – 14 أكتوبر 2023          | 29                           | طواف جزيرة تشونغ مينغ سباق المرحلة ‏                    | كيارا كونسوني                | Mylène de Zoete ‏             | Daria Pikulik ‏               | ديمي فوليرينغ                |                              |
| 17 أكتوبر                    | 30                           | سباق قوانغشي للسيدات ‏                                  | Daria Pikulik ‏               | كيارا كونسوني                | Mia Griffin ‏                 | ديمي فوليرينغ                |                              |

## وصلات خارجية
- الموقع الرسمي